# Гарфорд (округ, Меріленд)
Шаблон:StateAbbr_ 39°32′ пн. ш. 76°18′ зх. д. / 39.54° пн. ш. 76.3° зх. д.
Округ Гарфорд (англ. Harford County) — округ (графство) у штаті Меріленд, США. Адміністративний центр округу — Бель-Ер. Ідентифікатор округу 24025.

## Історія
Округ утворений 1773 року.

## Демографія
За даними перепису
2000 року
загальне населення округу становило 218590 осіб, зокрема міського населення було 169864, а сільського — 48726. Серед мешканців округу чоловіків було 107081, а жінок — 111509. В окрузі було 79667 домогосподарств, 60403 родин, які мешкали у 83146 будинках. Середній розмір родини становив 3,14.
Віковий розподіл населення поданий у таблиці:
| Стать    | До 15 років | 15-21 | 22-29 | 30-39 | 40-49 | 50-65 | 65-85 | Понад 85 |
| -------- | ----------- | ----- | ----- | ----- | ----- | ----- | ----- | -------- |
| Чоловіки | 26254       | 9621  | 8777  | 17716 | 18097 | 17280 | 8803  | 533      |
| Жінки    | 24859       | 9091  | 9425  | 19045 | 18747 | 17518 | 11469 | 1355     |

## Суміжні округи
- Йорк, Пенсільванія — північ
- Ланкастер, Пенсільванія — північний схід
- Сесіл — схід
- Кент — південь
- Балтимор — захід

## Виноски
1. ↑  U.S. Decennial Census. United States Census Bureau. Архів оригіналу за 12 травня 2015. Процитовано 12 вересня 2014.
2. ↑  Historical Census Browser. University of Virginia Library. Архів оригіналу за 11 серпня 2012. Процитовано 12 вересня 2014.
3. ↑  Population of Counties by Decennial Census: 1900 to 1990. United States Census Bureau. Архів оригіналу за 31 жовтня 2014. Процитовано 12 вересня 2014.
4. ↑  Census 2000 PHC-T-4. Ranking Tables for Counties: 1990 and 2000 (PDF). United States Census Bureau. Архів оригіналу (PDF) за 18 грудня 2014. Процитовано 12 вересня 2014.
5. ↑  State & County QuickFacts. United States Census Bureau. Архів оригіналу за 6 червня 2011. Процитовано 24 серпня 2013.(англ.) Наведено за англійською вікіпедією.
6. ↑  American FactFinder. Бюро перепису населення США. Архів оригіналу за 21 травня 2008. Процитовано 31 січня 2008.

| США | Це незавершена стаття з географії США. Ви можете допомогти проєкту, виправивши або дописавши її. |